# Bichl (Bawaria)
Bichl – miejscowość i gmina w Niemczech, w kraju związkowym Bawaria, w rejencji Górna Bawaria, w regionie Oberland, w powiecie Bad Tölz-Wolfratshausen, wchodzi w skład wspólnoty administracyjnej Benediktbeuern. Leży około 12 km na zachód od Bad Tölz, przy drodze B11 i B472.

## Demografia
| Rok  | Liczba mieszk. |
| ---- | -------------- |
| 1970 | 1 370          |
| 1987 | 1 544          |
| 2000 | 1 958          |

## Polityka
Wójtem gminy jest Benedikt Pössenbacher, poprzednio urząd ten obejmował Josef Schmid, rada gminy składa się z 14 osób.
|      | CSU | SPD | FW | Unabhängige Bichler Bürger | Alternative Liste | Razem |
| 2008 | 4   | 2   | 3  | 4                          | 1                 | 14    |
| 2002 | 4   | 2   | 3  | 3                          | -                 | 12    |

## Oświata
W gminie znajduje się przedszkole.